# Vințu de Jos, Alba
Vințu de Jos, cunoscut și sub numele de Vinț (în dialectul săsesc Wints, Wänts, în germană Unter-Wintz, Winzendorf, Weinsdorf, în maghiară Alvinc, în latină Sanctus Vincentius), este satul de reședință al comunei cu același nume din județul Alba, Transilvania, România.

## Așezare
Vințu de Jos este situat pe malul râului Mureș, în centrul Județului Alba, la aproximativ 10 km de Sebeș pe Drumul Național DN7 și 15 km de Alba Iulia pe Drumul Județean 107C și Drumul Național DN1.

## Istoric
Localitatea este atestată de la începutul secolului al XIII-lea, într-un document datat între anii 1205-1235. După marea invazie tătară din 1241 localitatea a fost repopulată cu sași. În anul 1248 voievodul Laurențiu de Transilvania a acordat sașilor din Vinț și Vurpăr aceleași privilegii ca cele de care beneficiau sașii din comitatul Sibiu. Ocupația acestora era, între altele, costrucția de ambarcațiuni și transportul sării pe Mureș. In anul 1597, in palatul Martinuzzi a fost asasinat Aron Vodă, domnitorul Moldovei, de către Sigismund Bathori.
Până în anul 1950 localitatea a fost reședința plășii Vințu de Jos.

## Economie
În centrul localității există a importantă stație CFR și o fabrică de încălțăminte. Stația CFR este un important nod feroviar ce face legatura între Magistralele CFR 200 și 300, prin intermediul Liniei 200A. De asemenea, se află pe ruta fostului Orient Express.

## Monumente
- Castelul Martinuzzi, inițial mănăstire dominicană (singura mănăstire dominicană din Transilvania ridicată în afara unui oraș). Deși ruinat și afectat de refaceri, castelul, construit de cardinalul Gheorghe Martinuzzi către 1551, este unul dintre edificiile reprezentative ale Renașterii transilvănene. Fațadele au un aspect simplu, sever. Corpul principal păstreaza frumoase ancadramente de stil italian, atribuite lui Domenico da Bologna.
- Fosta mănăstire franciscană (în centrul localității)
- Biserica evanghelică fortificată
- Biserica Adormirea Maicii Domnului din Vințu de Jos
- Monumentul Eroilor Români din Primul Război Mondial. Monumentul, ridicat în anul 1920, este situat în parcul din centrul localității. Înalt de 4 m, este alcătuit dintr-o bază în formă de trunchi de piramidă pe care se ridică un obelisc terminat în vârf cu o acvilă din bronz, cu aripile larg deschise. De jur împrejur se află opt obuze legate între ele cu lanțuri. Pe monument scrie ca a fost inaugurat la 9 iunie 1932 de regele Carol al II-lea în cinstea eroilor căzuți în „Marele Războiu” din 1916-1921.

## Personalități
- Ștefan Pongrácz (1583-1619), călugăr iezuit, unul din cei trei martiri de la Cașovia

## Imagini

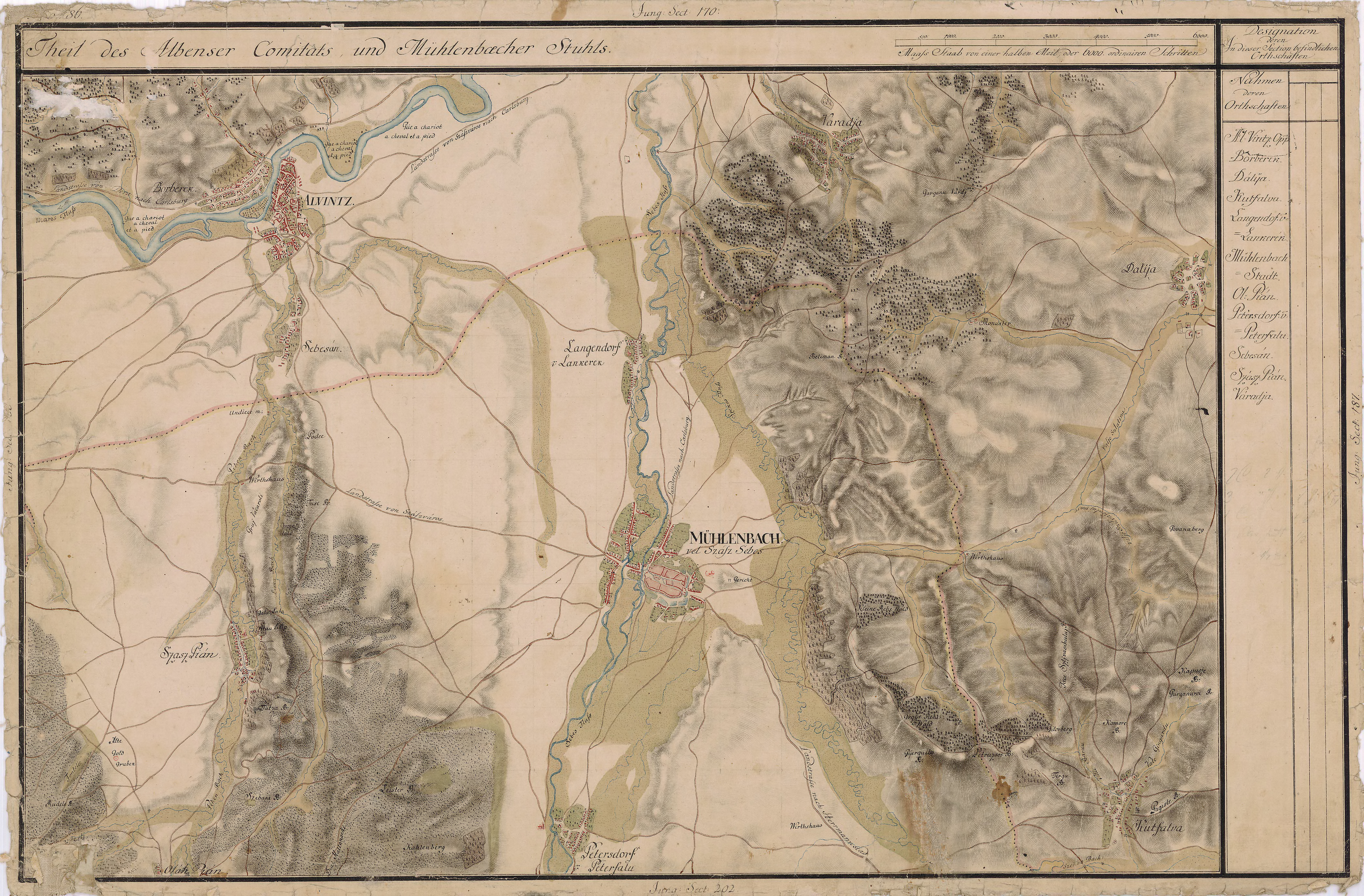
Vințu de Jos în Harta Iosefină a Transilvaniei, 1769-1773
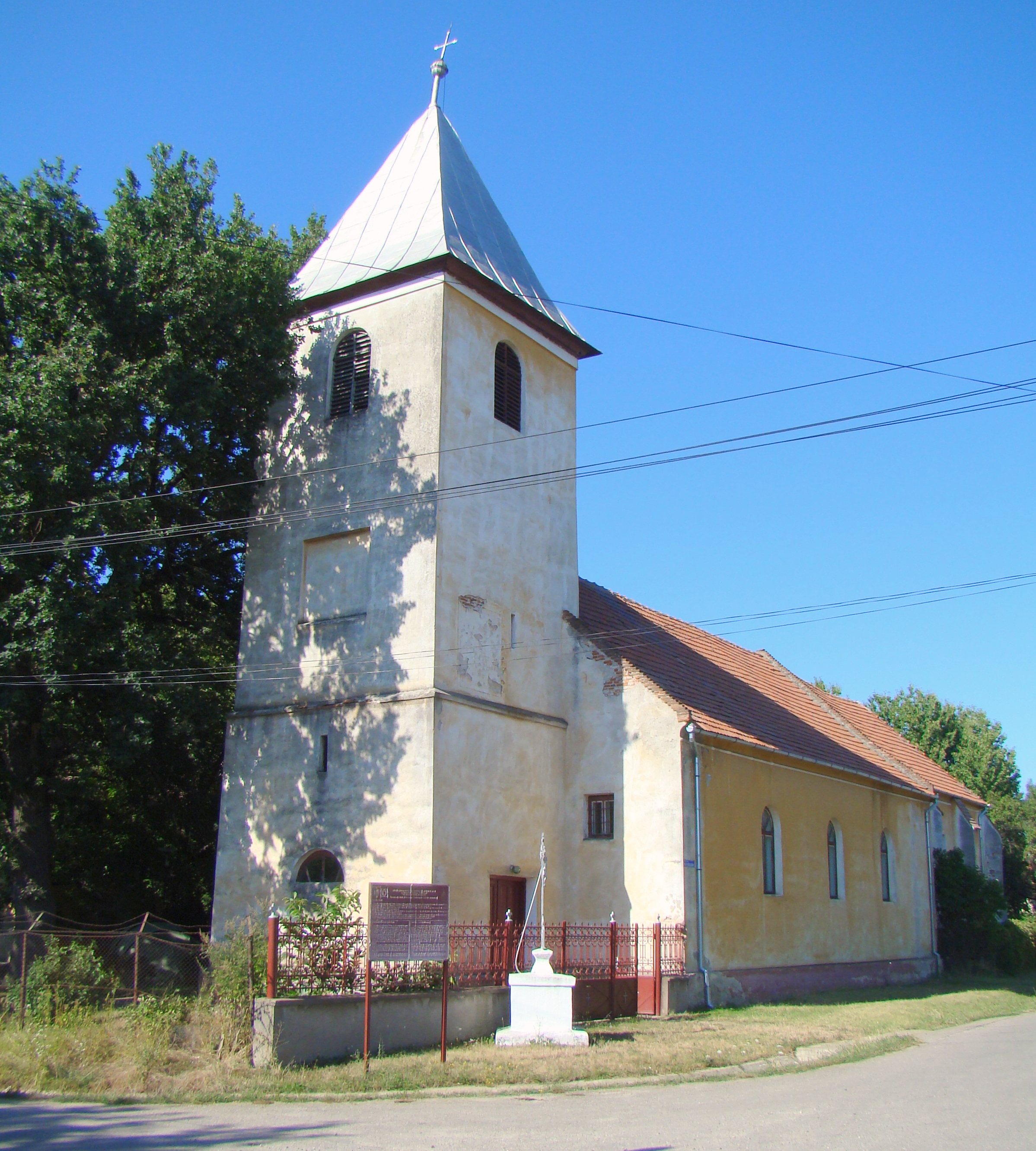
Mănăstirea franciscană
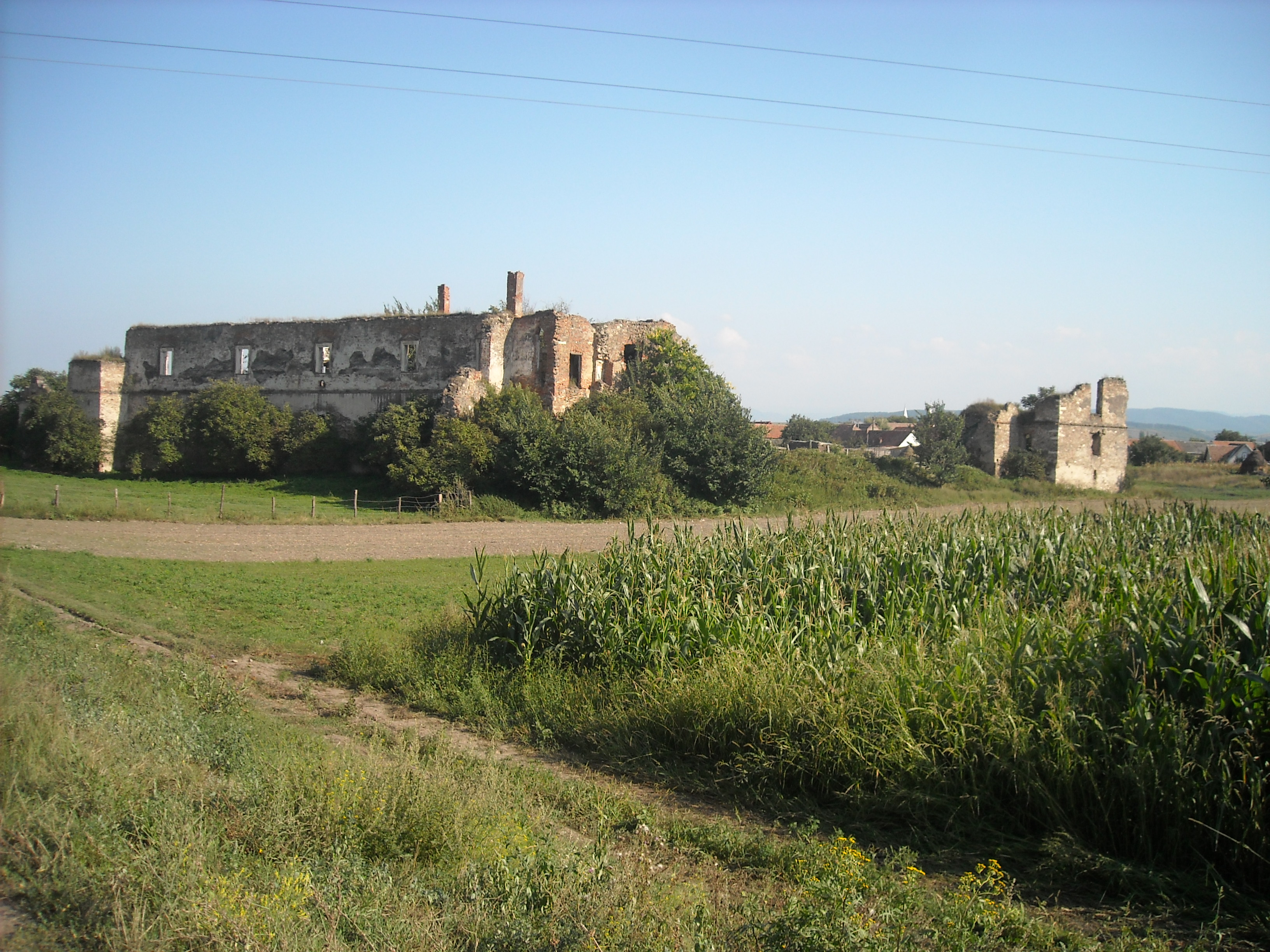
Castelul Martinuzzi
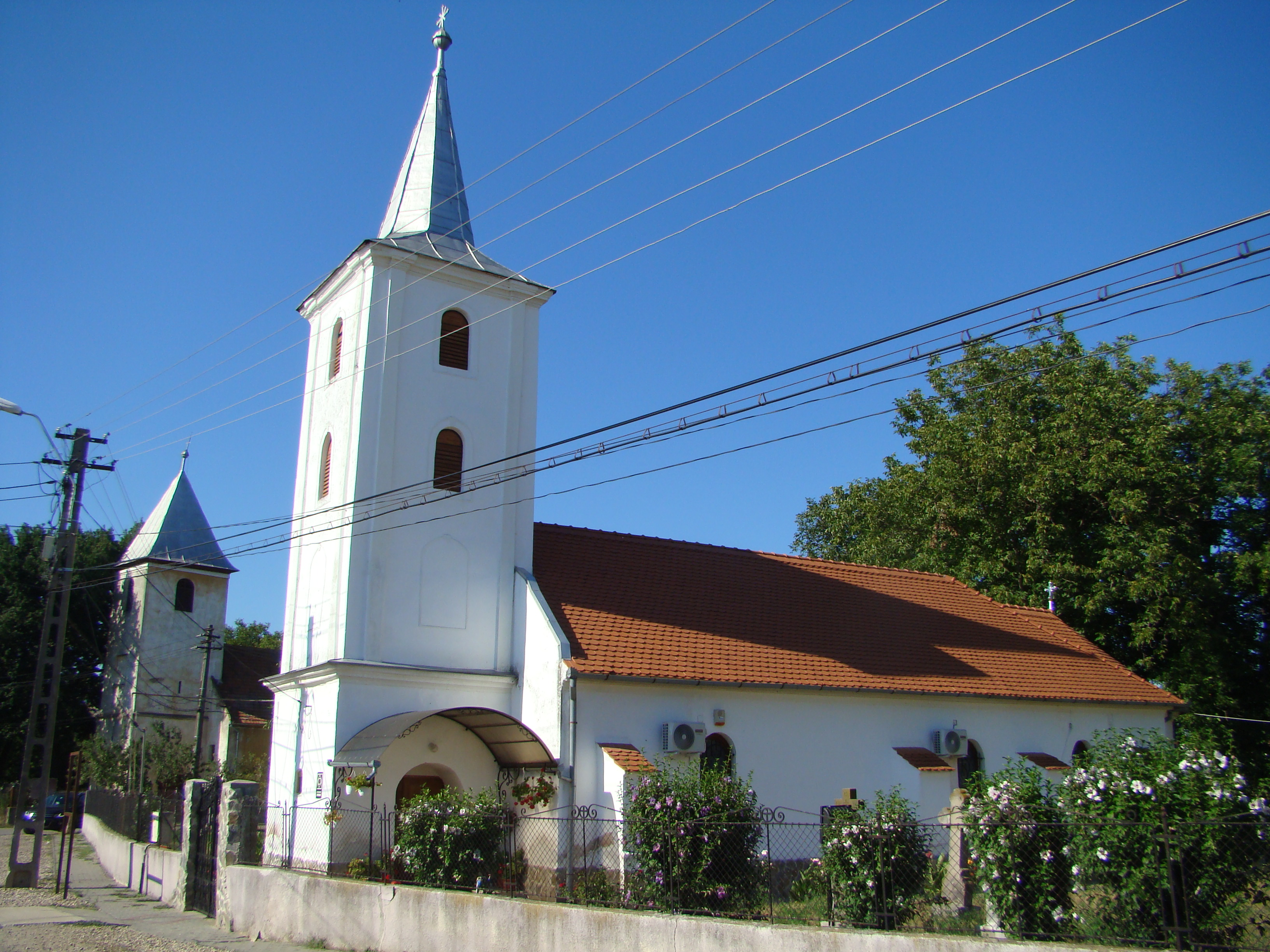
Biserica „Adormirea Maicii Domnului”